# Cripta da Civilização
A Cripta da Civilização é uma cápsula do tempo hermeticamente selada construída entre 1937 e 1940, localizada na Universidade Oglethorpe em Brookhaven, Geórgia, em Atlanta. A cripta é composta de artefatos preservados programado para ser aberto no ano de 8113 (daqui 6088 anos). O Guinness Book of World Records de 1990 cita a cripta como a "primeira tentativa bem sucedida de enterrar um registro dessa cultura para todos os futuros habitantes ou visitantes do planeta Terra".
"

## Origens
Thornwell Jacobs é referido como “o pai da moderna cápsula do tempo”, clama a ser o primeiro da história moderna a conceber a ideia de conscientemente preservar objetos feitos pelo Homem para a posterioridade o colocando em um repositório selado. A inspiração de Jacob para o projeto foi encontrada quando as pirâmides e tumbas do Egito foram abertas nos anos 20. Ele estava surpreso com a falta de informações sobre essas civilizações antigas e imaginou acabar havendo uma “história corrida” dos costumes da moderna vida humana do começo da história até os anos 30.
Embora a alegação de que 4241 A.C (19 de Julho) seja a “data mais próxima fixada” tenha sido desacreditada desde Jacobs, ele notou que 6177 anos se passaram entre quando o Calendário Egipcio foi fixado em 4241 A.C e o ano presente (1936 D.C). Essa imagem serviu para racionalizar a ideia de colocar a abertura da cripta em 8113, que está a 6177 anos de distância.
A Cripta da Civilização intrigou a América e foi duplicada por muitos outros. No meio de 1930, George Edward Pendray, um executivo para relações públicas para a Westinghouse Electric Company, deu a autorização para um evento promocional na Feira de Mundial de Nova Iorque de 1939. Pendray, também um fogueteiro amador, sugiriu enterrar uma “cápsula do tempo”, selada num pacote com o formato de foguete feita de um metal chamado cupaloy. A Cápsula do Tempo de Westinghouse é um tudo no formato de foguete de 7 m com metal no exterior no qual encapsula artigos em um tubo interior feito de Pyrex. O projeto de Pendray foi originalmente chamado de “tumba do tempo”, mas o nome foi mudado mais tarde para cápsula do tempo. A cápsula de Pendray está programada para ser aberta em 6100 anos.

## Construção
O búnquer da Cripta da Civilização foi posicionado em um Appalachian de granito localizado na fundação do Phoebe Hearst Memorial Hall, uma academia de granito com estilo gótico construída pela Oglethorpe University. A sala foi convertida de uma piscina de 1937 a 1940, e os muros foram forrados com pratos de enamel embebidos em piche.
A sala tem 6 metros de largura, 3 metros de altura e 3 metros de profundidade. O banquer está sob um telhado de pedra de 2 metros e desncasa sobre um chão de pedra de 0,6 metros. Foi selado com uma porta de aço montada no lugar.
Thomas Kimmwood Peters supervisionou a construção e serviu como arquivista.

## Artefatos
O National Bureau of Standards, Washington, D.C., deu tanto conselho técnico quanto profissional para os artefatos e a construção ca cripta. O bureau recomendou como os artefatos deveriam ser armazenados. Muitos artefatos foram armazenados em recipientes de aço inoxidável forrados a vidro e preenchidos com gás inerte para prevenir o envelhecimento, um conceito depois realizado pelas Cápsulas do Tempo de Westinghouse. O búnquer lembra uma cela de uma pirâmide Egípcia com artefatos posicionados em prateleiras e no chão. As paredes estão alinhadas com placas contendo ilustrações de George L. Carlson na forma de pictogramas que "contam a história das comunicações e explicam como acessar os tesouros enterrados na tumba."
Muitos dos artefatos da Cripta da Civilização foram doados, incluindo contribuições do Rei Gustav V da Suécia e Eastman Kodak. Sugestões para itens para serem inclusos na cripta incluíram itens variando de "um par de ligas" para "um abridor de latas" para "um martini seco completo com azeitona".
Inclusos na crípta estão recipientes a vácuo contendo microfilmes feitos de acetato de celulose contendo mais de 800 trabalhos clássicos de literatura, como a Bíblia, o Alcorão, Ilíada de Homero, e o Inferno de Dante. Tem aproximadamente 640,000 páginas inclusas. Um sistema de backup também está na crípta Uma cópia do roteiro original para ... E o vento levou foi doada pelo produtor cinematográfico David O. Selznick para também ser inclusa.
A cripta também contém gravações de voz de figuras históricas como Adolf Hitler, Joseph Stalin, Benedito Mussolini, e Franklin Roosevelt. Clipes sonoros incomuns de desenhos animados também foram inclusos, como o do personagem Popeye e um campeão de Hog calling.
Jacobs endereçou aqueles que vão abrir a cripta no ano de 8113 DC em uma nota para esforços futuros de preservação, falando, "O mundo está empenhado em enterrar nossa civilização para sempre, e nessa cripta nós o deixamos à você."
Peters colocou leitores de microfilme elétricos e projetores no cofre para permitir visualização e esculta dessas gravações. Ele proviu um gerador acionado por um moinho de vento para operar o dispositivo, como também um microscópio com ampliação de 7x para ler os registros em microfilme manualmente caso a atual forma de eletricidade não esteja em uso no ano de 8113 DC. Peters também incluiu alguns instrumentos científicos atuais.
Artefatos incomuns são amostras de sementes, pasta de dentes, os conteúdos de uma bolsa feminina, algumas gravações de Artie Shaw, uma torradeira elétrica uma chupeta, uma garrafa de cerveja Budweiser especialmente lacrada, uma máquina de escrever, um rádio, uma caixa registradora, um conjunto de Registros Lincoln, e brinquedos de plástico do Pato Donald, o Lone Ranger, e uma Black doll.
Alguns dos últimos itens colocados na Cripta da Civilização foram placas de aço do jornal Atlanta Journal relatando a Segunda Guerra Mundial.

## Promoção
Jacobs falou à toda nação pela NBC na Cidade de Nova Iorque em 1937 para promover a cripta. Uma cerimônia de dedicação no campus da Universidade de Oglethorpe, liderada por David Sarnoff da Radio Corporation of America ocorrem em Maio de 1938. Peters incluiu segmentos dos filmes de noticiario da Paramount sobre essa ocasião na cripta, como o filme que ele criou sobre ela intitulado The Stream of Knowledge (1938).
No dia 25 de Maio de 1940, Jacobs e Peters lacraram a cripta numa cerimônia solene que foi transmitida pelo rádio WSB de Atlanta. Figuras notáveis presentes na cerimônia incluíam o Dr. Amos Ettinger, Dr. M. D. Collins, Prefeito William B. Hartsfield, Ivan Allen, Jr., Clark Howell, Governador Eurith D. Rivers, e correio-mor James A. Farley.  A porta fechou e uma placa foi fundida a ela com uma Mensagem para as Gerações de 8113 de Jacobs.
Essa Cripta contém memórias da civilização que existiu nos Estados Unidos e na maior parte do mundo durante a primeira metade do século vinte. Em recipientes de aço inoxidável, nos quais o ar foi trocado por gases inertes, estão enciclopédias, histórias, trabalhos científicos, edições especiais de jornais, diários de viagens, palestras de viagens, bobinas de cinema, modelos, gravações fonográficas, e materiais similares nos quais uma ideia do estado e natureza da civilização que existia entre 1900 até 1950 pode ser entendida. Não foram incluídos nem joias ou metais preciosos.
Nós dependemos das leis do condado de DeKalb, o Estado de Geórgia, e o governo dos Estados Unidos e seus herdeiros, atribuídos e sucessores, e pelo senso de esportividade da posteridade para a preservação continuada desse cofre até o ano de 8113, na época que escolhemos que ele deva ser aberto por autoridades representando as agências governamentais acima e a administração da Universidade de Oglethorpe. Até essa época nós pedimos à todas as pessoas que essa porta e os conteúdos da cripta devam permanecer inviolados.
Peters incluiu uma máquina chamada de "Integrador de Linguagem" na frente da câmara lacrada para ensinar aqueles que abrirem como falar em Inglês, que também foi outro conceito usado nas Capsulas do Tempo de Westinghouse.
Uma entrada no diário de Jacobs em Abril de 1937 se lê, "Nós estivemos em 'Time' . . . 'Reader's Digest', coluna de rádio do Walter Winchell ... e em jornais de Londres até Austrália.

## Após fechar
| Data do fechamento           | Ref    |
| ---------------------------- | ------ |
| 25 de maio de 1940 (84 anos) | [ 16 ] |

Tem havido muitas retrospectivas sobre a Cripta da Civilização no Associated Press, ABC, NBC, CNN, NPR, o Atlanta Journal and Constitution, The New York Times e em outros desde a data em que foi lacrada.
Após o fechamento da cripta em 1940, organizações de mídia continuam a revisitar a cripta em noticias toda década.
O International Time Capsule Society foi formada na Universidade de Oglethorpe em 1990 no quinquagésimo aniversário do fechamento da Cripta da Civilização . Essa organização estuda a variedade de cápsulas do tempo ao redor do mundo.
A Cripta da Civilização recebeu proeminência nas observações do milênio de 1999 até 2001. Foi apresentada na televisão e coberta por numerosos jornais.
A cripta foi apresentada em um episódio de O Mundo sem Ninguém no History.
- Este artigo foi inicialmente traduzido, total ou parcialmente, do artigo da Wikipédia em inglês cujo título é «Crypt of Civilization».